# Карпентер (Миннесота)
Карпентер (англ. Carpenter) — тауншип в округе Айтаска, Миннесота, США. На 2010 год его население составило 179 человек. Тауншип был назван в честь Сета Карпентера, который в 1906 году подал петицию об организации тауншипа.

## География
По данным Бюро переписи населения США площадь тауншипа составляет 274,8 км², из которых 261,4 км² занимает суша, а 13,4 км² — вода (4,89 %). 
Через тауншип проходят: 
- Дорога 1 штата Миннесота[англ.]
- Дорога 65 штата Миннесота[англ.]

## Население
В 2010 году на территории тауншипа проживало 179 человек (из них 51,4 % мужчин и 48,6 % женщин), насчитывалось 86 домашних хозяйств и 53 семьи. На территории города было расположено 306 построек со средней плотностью 1,2 построек на один квадратный километр суши. Расовый состав: белые — 98,9 %.
Население города по возрастному диапазону по данным переписи 2010 года распределилось следующим образом: 16,8 % — жители младше 21 года, 51,9 % — от 21 до 65 лет и 31,3 % — в возрасте 65 лет и старше. Средний возраст населения — 54,5 лет. На каждые 100 женщин в Карпентере приходилось 105,7 мужчин, при этом на 100 совершеннолетних женщин приходилось уже 109,9 мужчин сопоставимого возраста.
Из 86 домашних хозяйств 61,6 % представляли собой семьи: 59,3 % совместно проживающих супружеских пар (12,8 % с детьми младше 18 лет); 1,2 % — женщины, проживающие без мужей, 1,2 % — мужчины, проживающие без жён. 38,4 % не имели семьи. В среднем домашнее хозяйство ведут 2,08 человека, а средний размер семьи — 2,60 человека. В одиночестве проживали 32,6 % населения, 12,8 % составляли одинокие пожилые люди (старше 65 лет).
В 2014 году из 209 человек старше 16 лет имели работу 57. В 2014 году медианный доход на семью оценивался в 40 500 $, на домашнее хозяйство — в 34 500 $. Доход на душу населения — 16 762 $ в год.